# Národní institut pro kulturu
Národní institut pro kulturu (nebo Národní kulturní institut České republiky) je příspěvková organizace Ministerstva kultury ČR, která vznikla 1. 7. 2025 spojením stávajících institucí, a to Institutu umění – Divadelního ústavu (IDU) a Národního informačního a poradenského střediska pro kulturu (NIPOS).

## Historie
Organizace vznikla na základě rozhodnutí ministra kultury Martina Baxy (opatření ministra kultury České republiky č. j. MK 27301/2025, č. 6/2025 ze dne 28. března 2025) s cílem zefektivnit a lépe organizovat statistické, poradenské a organizační složky jednotlivých příspěvkových organizací. Někteří odborníci i zaměstnanci obou institucí však varují před nepromyšleností celého záměru. Instituce má začít fungovat od 1. července 2025.

## Činnost
Mezi hlavní činnosti patří zejména koordinovaná podpora profesionální i neprofesionální kultury, tedy aktivity obou stávajících institucí. Kromě činností a funkcí samostatné složky NIPOS s názvem ARTAMA nebo pořádání Pražského Quadriennale se bude zabývat také metodickou podporou a školením aktérů v oblasti kultury v souvislosti s novou kulturní kompetencí v novém Rámcovém vzdělávacím programu (RVP) pro základní školy. Instituce se bude také věnovat vzdělávání, statistické činnosti v oblasti kultury, publikační a výzkumné činnosti, ale také nové agendě vyplývající ze schváleného statusu umělce. Ředitelkou institutu byla 6. června 2025 ministrem kultury jmenována Kateřina Churtajeva.